# Coq-à-l’âne
Der Coq-à-l’âne (von dem frz. Sprichwort saillir du coq en l’asne „vom Hahn auf den Esel springen“, im übertragenen Wortsinn „ohne Zusammenhang reden“) ist eine satirische Form der französischen Lyrik, die in der Renaissance entstand. Wie der zuvor entstandene Fatras besteht er aus zusammenhanglosen, assoziativen Versen. Diese haben acht, seltener zehn Silben und sind paarweise gereimt.
Ein Coq-à-l’âne tadelt in mehr oder weniger versteckten Anspielungen die Laster und Verfehlungen seiner Zeit oder nennt aktuelle politische, soziale, religiöse und militärische Begebenheiten, die er kritisiert. Die Gattung wurde um 1530 von Clément Marot begründet, der in vier Versepisteln (L’épistre du Coq en l’Asne à Lyon Jamet de Sansay en Poictou) das Papsttum, den bestechlichen Klerus seiner Epoche und die sittenlosen Frauen moralisierend angriff. Weitere zeitgenössische Vertreter des Genres waren Eustorg de Beaulieu, Scévole de Sainte-Marthe und Mathurin Régnier. Die Coq-à-l’âne wurden im 17. Jahrhundert nur noch vereinzelt gepflegt und gerieten schließlich aus der Mode, da die Pléiade sie ablehnten.